# Бейсвотер (станція метро)
51°30′43″ пн. ш. 0°11′17″ зх. д. / 51.512° пн. ш. 0.188° зх. д.

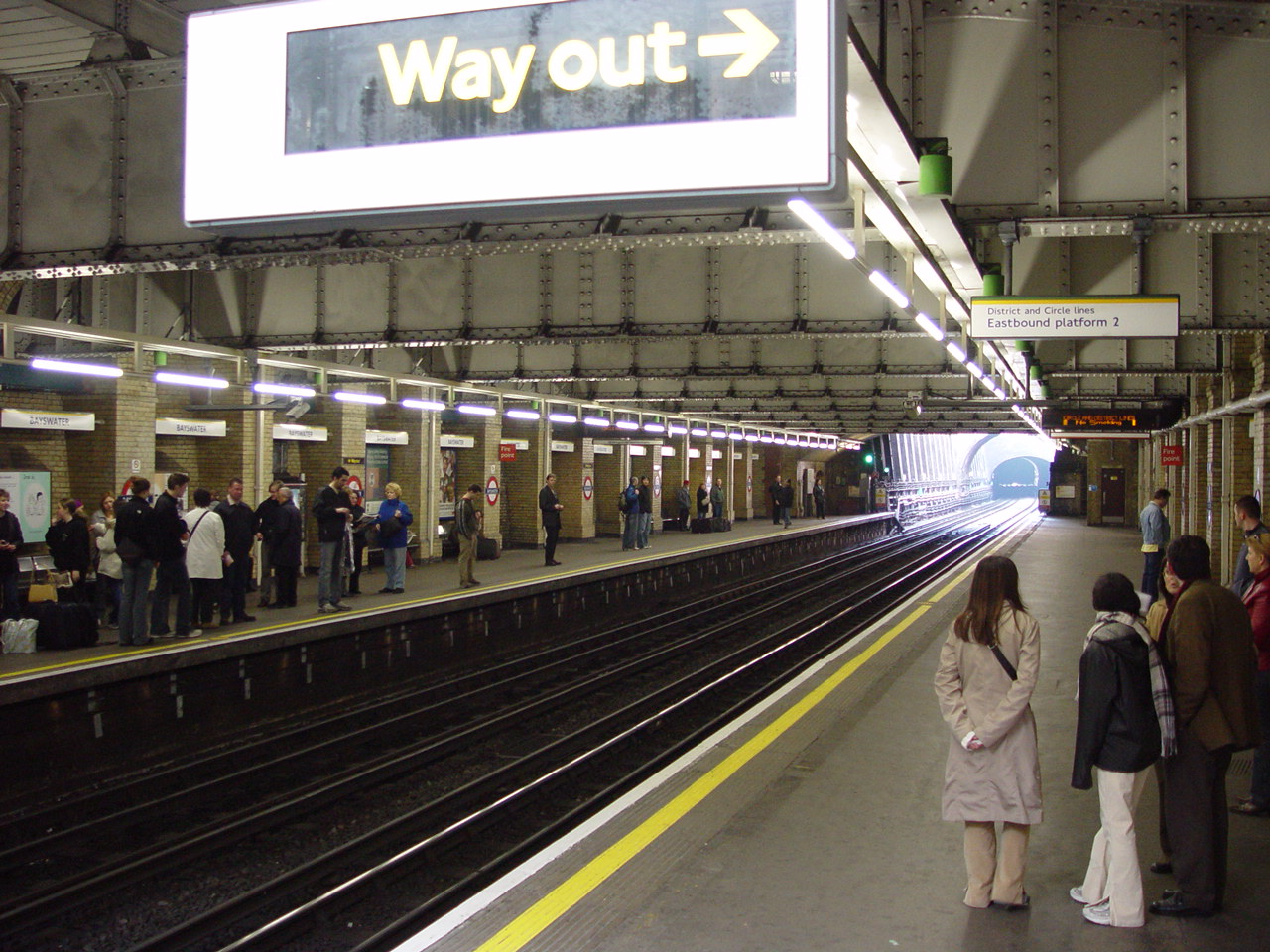
Платформи станції Бейсвотер

Бейсвотер (англ. Bayswater) — станція Лондонського метро, обслуговує лінії Дистрикт та Кільцева. Розташована  у 1-й тарифній зоні, у Бейсвотер, Вестмінстер,  між станціями Ноттінг-гілл-гейт та Паддінгтон. Пасажирообіг на 2017 рік — 4.71 млн. осіб

## Історія станції
- 1 жовтня 1868 — відкриття станції у складі Metropolitan Railway (MR, сьогоденна лінія Метрополітен), як Бейсвотер
- 1884 — відкриття руху потягів District Railway (DR, сьогоденна Дистрикт), як складової Внутрішнього кільця<[3]
- 1 липня 1905 — електрифікація лінії
- 1 листопада 1926 — станцію перейменовано на Бейсвотер-(Квінз-роуд)-енд-Вестборн-гроув
- 1933 — станцію перейменовано на Бейсвотер (Квінз-роуд)
- 1946 — станцію перейменовано на Бейсвотер (Квінзвей)
- 1949 — Внутрішнє кільце перейменовано на Кільцеву лінію, припинення франшизи Метрополітен[4]

## Пересадки
- На автобуси оператора London Buses маршрутів 7, 23, 27, 36, 70, нічного маршруту N7, а також цілодобових маршрутів 23, 27, 36[5][6]
- На відстані крокової досяжності станції (100 м) розташована метростанція Квінсвей